# Vladislav Kolyachonok
Vladislav Kolyachonok (Minsk, Bielorrusia, 26 de mayo de 2001) es un jugador profesional bielorruso de hockey sobre hielo que se desempeña en la posición de defensor izquierdo en Arizona Coyotes, equipo de la National Hockey League (NHL).

## Carrera
Fue seleccionado en la segunda ronda en la NHL Entry Draft de 2019. En 2021 hizo su debut profesional con el equipo Arizona Coyotes, donde lleva jugando tres temporadas.